# えべつまんじゅう
えべつまんじゅうは、北海道江別市の名物饅頭。江別市で最も古くからある銘菓である。

## 概要
山サ煉化餅本舗（やまされんがもちほんぽ）が製造、販売する饅頭である。一般的に饅頭は「丸い」形をしているが、えべつまんじゅうは長さ78ミリメートル、幅35ミリメートルほどの長円形をしている。かつては現行の2倍ほどに細長いえべつまんじゅうも製造、販売されていた。
江別市にはレンガを形どった「煉化もち」という伝統的銘菓もあるが、煉化もちの販売開始が1901年（明治34年）なのに対し、えべつまんじゅうは1885年（明治18年）販売開始である。なお、江別の開拓開始は1871年（明治4年）、江別駅の開業が1882年（明治15年）である。

## 歴史
現在の江別駅前は、野幌屯田兵村と千歳川の間に位置し、石狩川の河川舟運として栄え、鉄道開通後は交通の要衝として発展した。
1882年（明治15年）に江別駅が開業し、1885年には「松丸まんじゅう店」がえべつまんじゅうの発売を開始した。当時のえべつまんじゅうは薄い布で包んだ箱入りで、5本入りを5銭、10本入りを10銭で駅売りされていた。
江別駅での立ち売りは盛況だったようで、1903年刊行の江別の地図には30軒ほどの店名が記されているが「まんぢう」標記がはっきりと読み取れる店舗だけでも4軒がある。
製造、販売は松丸、松本、米津製菓（2002年7月引退）、現在の山サ煉化餅本舗に受け継がれている。なお、えべつまんじゅうが現在の形状になったのは米津製菓の時代とされる。